# Nguluwan
Le nguluwan est une langue parlée sur l'atoll de Ngulu entre les îles Yap et les Palaos et appartenant à la sous-famille chuukique. Il reprend la phonologie de l'ulithi et une version partielle de la grammaire du yap. Grimes le décrit comme un dialecte de l'ulithi, mais Sakayima y voit une langue ayant évolué à travers le bilinguisme entre le yap et l'ulithi. Parlé par seulement 28 locuteurs en 1980 sur Ngulu, ce nombre ne peut dépasser 50 en comptant des personnes ayant émigré dans le village de Guror, qui est la contrepartie commerciale traditionnelle sur les îles Yap. Cette langue est en voie d'absorption rapide par la langue de Yap.